# ラムナジン
ラムナジン (rhamnazin) は、O-メチル化フラボノールに分類される化学物質である。スリランカ固有のクロウメモドキ属植物であるRhamnus petiolarisに含まれている。

## 代謝酵素
- 3-メチルクェルセチン 7-O-メチルトランスフェラーゼは、S-アデノシル-L-メチオニンとイソラムネチンを基質として、S-アデノシル-L-ホモシステインとラムナジンを生成する。

- 3,7-ジメチルクェルセチン 4'-O-メチルトランスフェラーゼは、S-アデノシル-L-メチオニンとラムナジンを基質として、S-アデノシル-L-ホモシステインとアヤニンを生成する。